# IV Скитски легион
IV Скитски легион (Legio IIII Scythica) е римски легион, сформиран от Марк Антоний около 42 пр.н.е. Последните записи за легиона се отнасят до края на 3 век. Емблема на легиона е козирог.

## Основаване
Няма никакви записи за основаването на легиона. Известно е само, че е основан от Марк Антоний, за да го използва при участието в Партската кампания и при създаването си получава името Parthica („Партски“), но много за кратко се споменява под това име.
За името Scythica („Скитски“) има две различни теории. Според първата – легионът воювал срещу скитите, според втората – войниците от легиона били така храбри, че ги сравнявали с уважаваните за храбростта си в Рим скити. В полза на първата версия е фактът, че легионът няма особени отличия по полетата, където се е сражавал.

## Боен път
След самоубийството на Марк Антоний Октавиан отправя легиона на брега на Дунав, в Мизия. Съществува мнение, че в началото легиона се намирал в Сирия, но за това няма доказателство. През 33 – 34 г. легионът се намира на брега на Дунав, където дели лагер с V Легион Македоника (Legio V Macedonica). Легионите се занимавали основно със строителство и патрулиране по пътищата.
През 58 – 60 г. участва в Арменския поход на Гней Корбулон срещу партите.
През 62 г. под командването на Луций Цезений Пет отново участва в поход срещу партите. Походът е неудачен и легионите са принудени да отстъпят. Понасяйки големи загуби, Пет претърпява поражение в битката при Рандее. Трите легиона, участващи в сражението, се покриват с позор, в това число и „Скитика“, тъй като са принудени да отстъпят. Остатъците от легиона са отведени в Зеугма (дн. Турция), тъй като са parum habilis praelio videbatur (оказали се непригодни за сражение).
По време на Юдейското въстание през 67 г. отряд от 2000 души се отправя към Сирия, където под командването на наместника в провинция Сирия Цестий е принуден отново да участва в срамни отстъпления. Този нов провал не може да поправи репутацията на легиона.
През 69 г. легионът застава на страната на Веспасиан.
В края на I век легионът е използван за да построи канала в Селевкия (град, който в наши дни е погълнат от Зеугма).
В началото на II век легионът постепенно възвръща доверието в себе си. През 114 г. той участва в нова кампания срещу партите, оглавен от император Траян.
В периода 132 – 136 г. легионът участва в потушаване на въстанието на Симон Бар-Кохба.
През 161 и 162 г. участва в походите на Луций Вер, завършили с разграбването на партската столица Ктезифон.
При Марк Аврелий (181-182) легат в легиона е бъдещият император Септимий Север. Естествено че в борбата за трона, легионът застава на страната на своя бивш командир.
По времето на Хелиогабал, през 219 г., легатът на легиона Гелий Максим се опитва да подеме въстание срещу императора, но бързо е убит. Легионът изпада в немилост, въпреки че избягва разфомироването, както се случва с III Легион Галика (Legio III Gallica), тъй като практически не предприема никаква действия в подкрепа на Максим.
По-нататък в историята има много малко за легиона. През 295 г. легионът е на лагер в провинция Сирия, в Ореса.

## Разформироване
Последните записи за легиона са от 295 г. В началото на 4 век легионът е разформирован.